# Botanophila nigrifrontata
Botanophila nigrifrontata este o specie de muște din genul Botanophila, familia Anthomyiidae, descrisă de Fan și Zheng în anul 1993.
Este endemică în Sichuan. Conform Catalogue of Life specia Botanophila nigrifrontata nu are subspecii cunoscute.